# Mézerville
Mézerville é uma comuna francesa na região administrativa de Occitânia, no departamento de Aude. Estende-se por uma área de 7,3 km². Em 2010 a comuna tinha 99 habitantes (densidade: 13,6 hab./km²).